# Den 13. forfatningsændring
Den 13. forfatningsændring  er en amerikansk dokumentarfilm fra 2016 instrueret af Ava DuVernay. Titlen er en reference til den 13. ændring til den amerikanske forfatning, som forbød slaveri i USA efter den amerikanske borgerkrig, med undtagelse af fanger idømt af domstol til tugthus.